# Amicale Citroën
Die Amicale Citroën und DS Deutschland (vormals Amicale Citroën Deutschland) ist die Vereinigung aller deutschen nicht-kommerziellen Citroën-, DS Automobiles und Panhard-Automobil-Clubs. Sie ist Mitglied in der Amicale Citroën Internationale (ACI), in der weitere 46 Landesgesellschaften den weltweiten Verband aller Clubs repräsentieren. In Deutschland vertritt sie rund ein Dutzend der größten Citroën-Clubs und Interessengemeinschaften, sowie Dachverbände wie beispielsweise den der rund 230 Citroën-2CV-Clubs, Ortsgruppen und Stammtische. Rund 12.000 Clubmitglieder werden über sie in Deutschland repräsentiert, international sind es rund 71.000 Clubmitglieder.

## Geschichte
Die Amicale Citroën und DS Deutschland wurde wie ihr internationales Pendant, die Amicale Citroën Internationale (ACI), formal im Jahr 2004 gegründet. International ist sie als Organisation nach französischem Recht von 1901 etabliert. Bereits zuvor hatte sie bereits über rund 20 Jahre existiert, war aber in einer rechtlichen Grauzone und bis dato ohne formale und offizielle Anerkennung seitens des Herstellers, Automobiles Citroën bzw. der Citroën Deutschland GmbH. Seit 2004 ist sie die einzig anerkannte Vertretung der Clubs gegenüber dem Hersteller, national wie international.

## Aufgaben und Ziele
Hauptziele sind:
- Aufbau und Ausbau eines Netzwerks von nicht-kommerziellen Citroën Clubs, DS Automobiles Clubs und Panhard Clubs, -Interessengemeinschaften (IGs), Stammtischen, -Gruppen und Organisationen
- Förderung des Informationsaustauschs zwischen den Clubs
- Erhalt des Wissens über die Marke und ihrer Historie
- Unterstützung nationaler und internationaler Veranstaltungen
- Pflege und Ausbau der partnerschaftlichen Beziehungen mit dem Hersteller und seinen Marken-Clubs und -Fans
- Wahrnehmung und Förderung der Interessen deutscher Clubs und ihrer Mitglieder im internationalen Clubverbund (Amicale Citroën Internationale, ACI) und gegenüber dem Hauptsitz des Herstellers, Automobiles Citroën in Paris
- Wahl eines besonderen “Event Of The Year”, einer nicht-profit-orientierten Veranstaltung, die durch die Amicale und alle Clubs unterstützt wird, national wie international

Die der Amicale Citroën und DS Deutschland angehörigen Clubs beschränken sich nicht nur auf reine Oldtimer-Clubs, sondern sind typenunabhängig und modellübergreifend und sowohl reine Fahrzeugclubs für Fahrzeuge ab Baujahr 1919, beziehen aber auch  Sport-Clubs und  Modellauto-Clubs, -Interessengemeinschaften etc. mit ein.
Die Organisation wird von den Clubs selbst bestimmt und agiert herstellerunabhängig. Sie ist beitragsfrei für die Clubs. Die Clubs und ihre Mitglieder sowie interessierte Dritte werden über einen Newsletter informiert.
2015 wurde in der Jahreshauptversammlung die Organisation um die Vertretung nun auch der Clubs, Interessengemeinschaften etc. der 2014 neu gegründeten Marke DS Automobiles erweitert.